# Тетрагидроксид-карбонат триникеля
Тетрагидроксид-карбонат триникеля — неорганическое соединение,
кристаллогидрат осно́вной соли никеля и угольной кислоты
с формулой Ni3(OH)4CO3•4H2O,
изумрудно-зелёные кристаллы,
не растворяется в воде.

## Получение
- В природе встречается минерал заратит — Ni3(OH)4CO3•4H2O с примесями магния [1].

- Реакция карбоната натрия и сульфата никеля:

{\displaystyle {\mathsf {3NiSO_{4}+3Na_{2}CO_{3}+6H_{2}O\ {\xrightarrow {}}\ Ni_{3}(OH)_{4}CO_{3}\cdot 4H_{2}O\downarrow +3Na_{2}SO_{4}+2CO_{2}}}}

## Физические свойства
Тетрагидроксид-карбонат триникеля образует изумрудно-зелёные кристаллы
кубической сингонии,

параметры ячейки a = 0,615 нм, Z = 1.
Не растворяется в воде.
При 100-130°С теряет воду, а при 260-400°С полностью разлагается.

## Применение
- Для очистки электролита при рафинировании никеля.
- Для получения солей никеля и никельсодержащих катализаторов.
- Пигмент для керамики и стекла.